# Кобыльников, Анатолий Петрович
Анатолий Петрович Кобыльников (15 октября 1923, Краснодар — 1985, Одесская область) — гарпунёр китобойного судна «Дерзкий» Антарктической китобойной флотилии «Советская Украина» Министерства рыбного хозяйства СССР, Одесская область. Герой Социалистического Труда (1971).

## Биография
Участник Великой Отечественной войны.
Досрочно выполнил личные социалистические обязательства и плановые производственные задания Восьмой пятилетки (1965—1970). Указом Президиума Верховного Совета СССР от 26 апреля 1971 года «за выдающиеся успехи, достигнутые в выполнении заданий пятилетнего плана по развитию рыбного хозяйства» удостоен звания Героя Социалистического Труда с вручением ордена Ленина и золотой медали Серп и Молот.
Умер после 1985 года.